# Kenyas herrlandslag i landhockey
Kenyas herrlandslag i landhockey (engelska: Kenya men's national field hockey team) representerar Kenya i landhockey på herrsidan. Laget slutade på fjärde plats vid världsmästerskapet 1971.

### Fotnoter
1. ↑  Todor Krastev (19 mars 1971). ”Men Field Hockey 1st World Cup 1971 Barcelona (ESP) - 15-24.10 Winner Pakistan” (på engelska). Sport Statistics. Arkiverad från originalet den 5 mars 2016. https://web.archive.org/web/20160305194856/http://todor66.com/hockey/field/World/Men_1971.html. Läst 27 juli 2015.